# ハンノ・コフラー
ハンノ・コフラー（Hanno Koffler、1980年3月25日 - ）は、ドイツの俳優。

## 出演作品

### 映画
- クラバート 闇の魔法学校 Krabat (2008)
- フリー・フォール Freier Fall (2013)
- ある画家の数奇な運命 Werk ohne Autor (2018)
- デッドリー・ハンティング Prey (2021) ※Netflix配信

### テレビドラマ
- バビロン・ベルリン シーズン3 Babylon Berlin, 3. Staffel (2020)
- 死を招く森〜引退刑事ベトゲの執念 Das Geheimnis des Totenwaldes (2020) ※ミニシリーズ